# Tomáš Holešovský
Tomáš Holešovský (* 19. května 1979) je český basketbalový trenér hrál Národní basketbalovou ligu za tým BK Ústí nad Labem USK Praha Skanska Pezinok. Hrál na pozici rozehrávače.
Je vysoký 189 cm, váží 91 kg.

## Kariéra
- 1995 – 1999 : USK Erpet Praha
- 1999 – 2007 : BK Ústí nad Labem
- 2007 – 2008 : Skanska Pezinok (SVK) mistr Slovenska a vítěz Slovenského poháru
- 2008 – 2010 : BK Ústí nad Labem

Trenér:

## Statistiky
| Sezóna   | Soutěž      | Odehrané minuty | Průměr na zápas | Body | Průměr na zápas |
| -------- | ----------- | --------------- | --------------- | ---- | --------------- |
| 1998/99  | Mattoni NBL | 18.3            | 3.6             | 2    | 0.4             |
| 1999/00  | Mattoni NBL | 426.5           | 12.5            | 73   | 2.1             |
| 2000/01  | Mattoni NBL | 402.8           | 13.9            | 101  | 3.5             |
| 2001/02  | Mattoni NBL | 580.7           | 20.7            | 107  | 3.8             |
| 2002/03  | Mattoni NBL | 426.1           | 15.8            | 107  | 4.0             |
| 2003/04  | Mattoni NBL | 751.3           | 24.2            | 159  | 5.1             |
| 2004/05  | Mattoni NBL | 1010.3          | 29.7            | 175  | 5.1             |
| 2005/06  | Mattoni NBL | 921.3           | 27.1            | 196  | 5.8             |
| 2006/07* | Mattoni NBL | 501.1           | 26.4            | 140  | 7.4             |

 *Rozehraná sezóna - údaje k 20.1.2007 